# Phorbia sombrosa
Phorbia sombrosa är en tvåvingeart som först beskrevs av Huckett 1966.  Phorbia sombrosa ingår i släktet Phorbia och familjen blomsterflugor.
Artens utbredningsområde är Kalifornien. Inga underarter finns listade i Catalogue of Life.